# Морфология городской застройки
Морфология городской застройки — структура застройки кварталов поселения, определяемая сочетанием нескольких градостроительных типологий застройки. В сочетании с параметрами масштаба застройки оказывает значимое воздействие на качество городской среды.

## Виды организации застройки кварталов
- Отдельно стоящие здания

Свободно закомпонованные в открытом пространстве отдельно стоящие здания или группы (ряды) зданий. Типичным примером являются пригородные территории, застроенные индивидуальными домами и коттеджами, но, кроме этого, есть ещё блокированные дома или группы домов, свободно расположенные внутри садов. Пространство улицы и открытые пространства обычно сформированы не столько застройкой, сколько зелёным благоустройством и палисадниками перед зданиями.
- Выбор главной стороны квартала

Непрерывная линия застройки вдоль главной стороны квартала, например, параллельно маршруту общественного транспорта или вдоль главной улицы. Пространство улицы и открытые пространства вдоль главной стороны квартала сформированы фронтом застройки с возможным смешанным функциональным составом. Распространённые примеры: жилое здание вдоль главной улицы, фланкирующее собой прилегающую застройку; кварталы со смешанным использованием вокруг центра притяжения местного значения.
- Выявление главной стороны квартала

Непрерывная линия застройки повышенной плотности вдоль главной стороны квартала, например параллельно маршруту общественного транспорта или вдоль главной улицы. Увеличение плотности застройки происходит за счет увеличения масштаба, или более глубокого плана, или применения типологий со внутренними дворами и атриумами. Пространство улицы и открытые пространства вдоль главной стороны квартала формируются фронтом застройки со смешанными функциями. Распространённые примеры: линия интенсивной застройки со смешанными функциями и увеличенной глубиной плана усиливает главную сторону квартала периметральной застройки; интенсивная застройка со смешанными функциями вдоль линий общественного транспорта.
- Сформированный периметр

Застройка вдоль всего периметра квартала формирует более чёткие границы открытых пространств, чем отдельно стоящие здания. Пространство улиц и открытые пространства вокруг всего квартала сформированы фронтом застройки с распределёнными по периметру разрывами в застройке, открывающими вид во двор.
- Непрерывный периметр

Периметральная застройка, формирующая большие кварталы или кластеры. Пространство улиц и открытые пространства вокруг всего квартала сформированы фронтом застройки.
- Внутриквартальная застройка

Крупный размер кварталов позволяет вести застройку внутри квартала. Масштаб зданий во дворах всегда должен быть малым, максимум 3 этажа, для формирования комфортной среды.